# Ruisonderdrukkende hoofdtelefoon
Een ruisonderdrukkende hoofdtelefoon (Engels: noise-cancelling headphones, letterlijk 'geluids-opheffende hoofdtelefoon') is een hoofdtelefoon die omgevingsgeluid opheft of reduceert. Het begrip is niet helemaal correct vertaald uit het Engels, want het gaat om alle geluid, en niet alleen om ruis. Om het geluid te reduceren wordt gebruik gemaakt van actieve geluidsonderdrukking door het toevoegen van antigeluid. 
Door ruisonderdrukkende hoofdtelefoons kunnen gebruikers zichzelf beschermen tegen ongewenste geluidsprikkels in rumoerige ruimtes zoals voertuigen, vliegtuigen, openbare plaatsen. Hierbij kan tegelijkertijd geluid worden afgespeeld, bijvoorbeeld muziek.
Ruisonderdrukkende hoofdtelefoons gebruiken antigeluid om het laagfrequente deel van de ruis weg te filteren. Om de hogere frequenties tegen te houden wordt vooral gebruikgemaakt van passieve ruisonderdrukking in de vorm van goede geluidsisolatie. Dit wordt gedaan omdat er meer ingewikkelde elektronische schakelingen nodig zouden zijn om de hoge frequenties te onderdrukken en deze methode bovendien niet heel effectief is bij hoge frequenties.
Er zijn meerdere componenten nodig om dit effect te verkrijgen:
- Microfoon: een microfoon zet geluiden die van buiten af komen en die niet passief tegengehouden kunnen worden om in een signaal.
- Ruisonderdrukkend circuit: elektronische componenten analyseren de frequentie en de amplitude van dit signaal en creëren vervolgens zelf een geluidsgolf die 180° in fase verdraaid is (antigeluid).
- Luidspreker: het antigeluid wordt vervolgens doorgegeven aan de gebruiker, en indien er tegelijkertijd geluid wordt afgespeeld wordt het antigeluid bij het afgespeelde signaal gevoegd zonder dit te vervormen.
- Batterij: actief wil zeggen dat er energie toegevoegd moet worden om het ruisonderdrukkende effect te verkrijgen.

## Geschiedenis
Rond de jaren vijftig werden systemen ontwikkeld om lawaai in helikopter en vliegtuig cockpits te verlagen. Ruisonderdrukking is bijzonder effectief tegen het geluid van vliegtuigmotoren. Hierdoor wordt het makkelijker om in de cockpit belangrijke aankondigen of veiligheidsmaatregelen te horen. Sommige luchtvaartmaatschappijen boden ook ruisonderdrukkende hoofdtelefoons aan in de businessclass en/of eerste klasse. Deze hoofdtelefoons waren ongeveer even groot als een normaal exemplaar. De elektronica in de vliegtuigstoel verwerkt het signaal van de microfoon achter in de hoofdtelefoon, en voegt antigeluid toe aan het audiosignaal.

## Voor- en nadelen
Ruisonderdrukkende hoofdtelefoons kunnen omgevingsgeluid aanzienlijk verminderen. Hierdoor hoef je het volume minder hard te zetten om je volledig af te kunnen sluiten van je omgeving, wat gehoorschade voorkomt. Toch hebben deze hoofdtelefoons een aantal beperkingen (afhankelijk van het model):
- Ze zijn duurder dan hoofdtelefoons zonder actieve ruisonderdrukking.
- Omdat ze actief zijn verbruiken ze elektriciteit, meestal geleverd door een USB-poort of door een batterij die af en toe herladen moet worden. Sommige modellen kunnen niet passief gebruikt worden.
- Bepaalde modellen kunnen zwaarder en/of groter zijn dan hoofdtelefoons zonder actieve ruisonderdrukking om batterijen en elektronica te kunnen integreren.
- Ze kunnen sommige mensen misselijk maken.[bron?]